# Râul Vânătorul Mare
Râul Vânătorul Mare este un curs de apă, afluent al râului Crememeț. 